# رغل أرجنتيني
رغل أرجنتيني[بحاجة لمصدر] (الاسم العلمي: Atriplex argentina) هو نوع نباتي يتبع جنس الرغل من فصيلة القطيفية.